# Садовка (Новгородская область)
Садовка — деревня в Боровичском муниципальном районе Новгородской области, относится к Сушиловскому сельскому поселению. По переписи населения 2010 года в деревне проживают — 25 человек.
Деревня расположена в восточной части Мстинской впадины, делящей Валдайскую возвышенность на Валдайскую гряду на юге и Тихвинскую на севере, на высоте 80 м над уровнем моря, в 7 км к западу от города Боровичи, с южной стороны автомобильной дороги из Окуловки в Боровичи. На противоположной стороне от автодороги расположена деревня Бобовик.

## История
До апреля 1960 года Садовка в составе Хоромского сельсовета (с центром в деревне Хоромы) Боровичского района Новгородской области. Решением Новгородского облисполкома № 296 от 9 апреля 1960 года Хоромский сельсовет был упразднён, а деревня Садовка вошла в состав Сушиловского сельсовета, с центром в Сушилово.
Во время неудавшейся всесоюзной реформы по делению на сельские и промышленные районы и парторганизации, в соответствии с решениями ноябрьского (1962 года) пленума ЦК КПСС «о перестройке партийного руководства народным хозяйством» с 10 декабря 1962 года сельсовет и деревня вошла в крупный Боровичский сельский район, а 1 февраля 1963 года административный Боровичский район был упразднён, но пленум ЦК КПСС, состоявшийся 16 ноября 1964 года восстановил прежний принцип партийного руководства народным хозяйством, после чего Указом Верховного Совета РСФСР от 12 января 1965 года сельские районы были преобразованы вновь в административные районы и решением Новгородского облисполкома от 12 января 1965 года и Сушиловский сельсовет и деревня вновь в Боровичском районе.
После прекращения деятельности Сушиловского сельского Совета в начале 1990-х стала действовать Администрация Сушиловского сельсовета (в 1996 году — Сушиловская сельская Администрация), которая была упразднена с 1 января 2006 года на основании постановления Администрации города Боровичи и Боровичского района от 18 октября 2005 года и Садовка, по результатам муниципальной реформы входит в состав муниципального образования — Сушиловское сельское поселение Боровичского муниципального района (местное самоуправление), по административно-территориальному устройству подчинена администрации Сушиловского сельского поселения Боровичского района.

## Транспорт
Есть автобусное сообщение между соседней деревней и Боровичами (автостанция г. Боровичи — д. Бобовик, маршрут № 15); ближайшая железнодорожная станция в Боровичах (10 км).